# 수장령
수장령 (Acts of Supremacy, 首長令) 또는 수장법은 1534년 영국 왕 헨리 8세가 로마 교황청과의 관계를 단절하고 영국 교회를 관리하는 모든 권한이 국왕에게 있음을 선포한 법령이다. 이 법에 따라 기독교 역사에서 성공회의 시초가 마련된다.

## 배경
헨리 8세가 로마 교황청과 결별을 선언한 이유는 표면적으로는 왕비 캐서린과의 이혼문제 때문이었다. 왕비 캐서린은 18년 동안의 결혼생활에서 딸 메리 밖에 남기지 못했다. 후세를 얻지 못하자 헨리 8세는 캐서린과 이혼하고 앤 불린(Anne Boleyn)과 재혼을 서둘렀다. 하지만 이미 14세기부터 영국에서는 반가톨릭적 감정이 일어나고 있었다. 당시 가톨릭교회의 성직자는 국가의 고위직을 차지하고 있으며 교회는 국왕의 영지보다 넓은 광대한 부동산을 거머쥐고 있었다. 또 교회 법정의 횡포에 많은 사람들이 가톨릭교회에 등을 돌리고 있었다.
1517년부터 시작된 마르틴 루터의 종교 개혁은 잉글랜드에서도 상당한 지지를 얻고 있었다. 마르틴 루터의 교리는 1520년대에 이미 잉글랜드에 전파되었고, 윌리엄 1세와 헨리 2세 시대에 그들이 추진했던 반교황주의와 위클리프 등의 전통의 바탕 위에서 그것은 쉽게 확산될 수 있었다. 당시 의회는 헨리 8세가 추진한 종교개혁적 법안들을 별다른 논의도 없이 통과시켜 헨리 8세에게 힘을 실어줬다.
반면 토머스 모어 등 전통주의자들은 이 수장령을 반대하다 처형되었다.

## 내용
1534년 11월 3일, 마침내 수장령이 구체적으로 법령화되어 선포되었다. 이 법은 한번에 만들어진 것이 아니라 1529년부터 1536년까지 7차례에 걸쳐 소집된 의회를 거치면서 여러 법령들을 통해 이루어진 것이다. 수장령의 내용은 다음과 같다.
첫째, 교회의 모든 권한은 왕에게 귀속되며, 왕이 모든 교회의 관할권을 가지고, 교황 칙서에 대한 거부권도 왕이 행사한다.
둘째, 교황권에 의해 부당하게 빼앗긴 영국교회의 모든 권리도 당연히 왕에게 귀속된다.
셋째, 교황에 의해 집행되어 온 모든 행정 관리권도 영국교회로 이전되어야 하며, 교회나 국가의 모든 회의도 왕에 의해 관장되어야 하고, 왕이 성직을 주고 박탈할 수 있으며 주교도 왕이 임명한다.
왕권에 거역하고 수장령을 비롯한 각종 법령을 준수하지 않는 자나 국왕을 교회 분열주의자라고 비난하는 자는 누구든지 대역죄인으로 간주하여 처벌한다고 선포하는 반역자 법(Treasons Act)을 제정 선포하여 쐐기를 박았다.

## 수장령의 의미
- 하나, 국왕은 자신의 백성들의 영혼을 치유할 권한을 신으로부터 부여받았으며, 따라서 교회의 회중들과는 목자와 양의 관계에 있음을 선언한 것이다.
- 둘째, 국왕은 자신의 영토를 다스리는 주권자이므로, 이 영토의 백성 되는 잉글랜드 교회 성직자들의 군주이다.
- 셋째, 자신의 영토의 군주로서 잉글랜드의 국왕은 로마의 교황에게 복종할 의무가 없다.

간단히 말해서 수장법은 지금까지 교황이 보유했던 권한이 이제로부터 모두 잉글랜드 국왕 헨리 8세에게 귀속됨을 선언한 것이었다.

## 같이 보기
- 국교

## 참고 문헌
- 남기원 케임브리지 대학 종교개혁가들과 헨리 8세의 종교개혁, 1520-1547 경희대학교대학원 박사학위논문
- 김준배, <영국의 종교개혁과 튜도왕조의 개혁정책과의 관계에 대한 연구>, 연세대학교 연합신학대학원 석사학위논문, 1991.
- 오찬경, <영국의 종교개혁 연구>, 연세대학교 연합신학대학원 석사학위논문, 2000.